# Paik Seung-ho
Paik Seung-ho, né le 17 mars 1997 à Séoul en Corée du Sud, est un footballeur international sud-coréen évoluant au poste de milieu de terrain au Birmingham City.

## Biographie

### Débuts en Espagne
Formé au Suwon Bluewings, Paik Seung-ho rejoint en 2010 l'Espagne et intègre le centre de formation du FC Barcelone, La Masia. Il joue dans les équipes de jeunes jusqu'à l'équipe B, avec qui il effectue quelques apparitions de 2016 à 2017, mais sans parvenir à s'ouvrir le chemin de l'équipe première. Il rejoint en 2017 le CF Peralada (en), où il joue pendant deux ans, avant de retrouver un club de première division en juillet 2019, en s'engageant pour le Girona FC. Il n'intègre l'équipe première qu'en fin d'année 2018, et réalise sa première apparition en professionnel le 9 janvier 2019, lors d'un match de Coupe du Roi face à l'Atlético de Madrid (1-1).

### SV Darmstadt
Le 31 août 2019, dans les dernières heures du mercato estival, Paik s'engage en faveur du club de deuxième division allemande, le SV Darmstadt 98, pour trois saisons. Il joue son premier match sous ses nouvelles couleurs le 15 septembre suivant, en étant titularisé au milieu de terrain face au FC Nuremberg, en championnat (3-3).

### Jeonbuk Hyundai Motors et après
Le 30 mars 2021, Paik Seung-ho retrouve son pays natal en s'engageant avec le Jeonbuk Hyundai Motors.
Le 29 janvier 2024, il rejoint Birmingham City.

### En équipe nationale
Avec les moins de 20 ans, il participe à la Coupe du monde des moins de 20 ans en 2017. Lors du mondial junior organisé dans son pays natal, il joue quatre matchs. Il se met en évidence en inscrivant deux buts en phase de poule, contre la Guinée et l'Argentine. La Corée du Sud s'incline en huitièmes de finale face au Portugal.
Paik Seung-ho honore sa première sélection avec l'équipe nationale de Corée du Sud le 11 juin 2019, face à l'Iran. Il est titulaire jour-là, et les deux équipes font match nul (1-1),.
Le 12 novembre 2022, il est sélectionné par Paulo Bento pour participer à la Coupe du monde 2022.
Le 5 décembre 2022, il marque un but contre le Brésil en huitième de finale de la Coupe du Monde.

### En club
Birmingham City
- League One (1) :
  - Champion : 2024-25
- EFL Trophy
  - Finaliste : 2025